# Thelephora cervina
Thelephora cervina är en svampart som beskrevs av Corner 1968. Thelephora cervina ingår i släktet vårtöron och familjen Thelephoraceae.   Inga underarter finns listade i Catalogue of Life.